# Ан-Бе-20
Ан-Бе-20 — нереализованный проект советского пассажирского самолёта, разработанный конструкторским бюро Антонова и конструкторским бюро Бериева с привлечением КБ Ивченко для замены устаревших поршневых самолетов Ли-2, Ил-12 и Ил-14.

## История
В 1960-х авиационная промышленность СССР нуждалась в самой современной модели пассажирского самолёта малой вместимости для использования в местном авиасообщении. В ответ на государственный циркуляр к работе приступило ОКБ Бериева, которое недавно закончило разработку Бе-12, однако не имело опыта конструирования пассажирских самолётов. Таким опытом владело ОКБ Антонова. Также были привлечены конструктора двигателей под руководством А. Г. Ивченко, который стремился испытать на небольшом самолёте свою новую разработку — АИ-25. Параллельно в ОКБ Яковлева начали разработку модели Як-40.

## Конструкция
В результате конструкторских работ был построен полноразмерный макет модели, который был отправлен в Государственный комитет по авиационной технике СССР. Однако данная модель не получила дальнейшей поддержки от государства, чиновники предпочли Як-40.

## Технические характеристики
- Размах крыла, м — 22.60
- Длина самолёта, м — 19.22
- Высота самолёта, м — 6.50
- Площадь крыла, м² — ?
- Нормальная взлётная масса, кг — 10000
- Тип двигателя — 3 ТРДД АИ-25
- Тяга, кгс — 3 х 1350
- Максимальная скорость, км/ч — ?
- Крейсерская скорость, км/ч — 620-640
- Практическая дальность, км — 750-850
- Практический потолок, м — ?
- Экипаж, человек — 2
- Полезная нагрузка: 24 пассажира или 2700 кг коммерческой нагрузки